# 2868 Упупа
2868 Упупа (2868 Upupa) — астероїд головного поясу, відкритий 30 жовтня 1972 року.
Тіссеранів параметр щодо Юпітера — 3,284.
Названо за латинською назвою одуда лат. upupa epops — невеликого яскраво забарвленого птаха.